# Lovestruck
Lovestruck is een single van de Britse ska-popband Madness. Het werd 24 mei 1999 uitgebracht door Virgin met als B-kant We Are Love, geschreven en gezongen door Carl 'Chas Smash' Smyth.

## Achtergrond
Lovestruck werd opgenomen voor het comeback-album Wonderful waarvan het ook de voorbode was. Mede dankzij een uitgebreide promotiecampagne haalde het de tiende plaats in de Engelse hitlijsten, hun hoogste notering sinds The Sun and the Rain in 1983 (de heruitgave van It Must Be Love in 1992 niet meegerekend). Pas na de vertraagde release van Wonderful in november werd Lovestruck op de Nederlandse radio gedraaid; 9 december speelden de nutty boys (minus Smyth) het in een uitzending van Laat de Leeuw.